# Echinacanthus
Echinacanthus es un género de plantas con flores perteneciente a la familia Acanthaceae. El género tiene 4 especies de hierbas distribuidas por el Himalaya y China.

## Taxonomía
El género fue descrito por Christian Gottfried Daniel Nees von Esenbeck y publicado en Plantae Asiaticae Rariores 3: 75, 90. 1832. La especie tipo es: Echinacanthus attenuatus Nees

## Especies aceptadas deEchinacanthus
- Echinacanthus attenuatus Nees
- Echinacanthus lofuensis (H.Lév.) J.R.I.Wood
- Echinacanthus longipes H.S.Lo & D.Fang
- Echinacanthus longzhouensis H.S.Lo